# 2022年门源地震

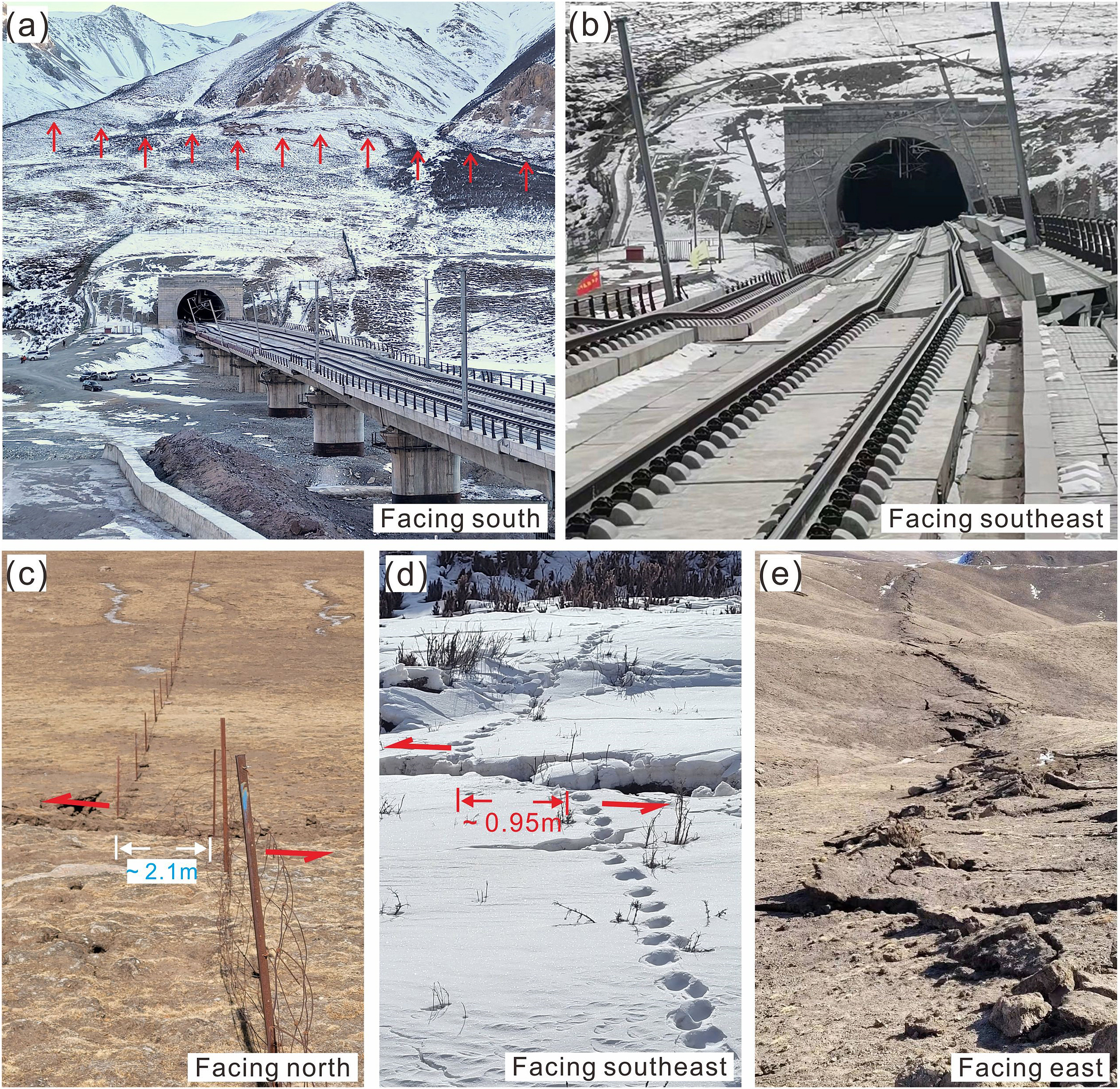
地震现场照片： (a) 高速铁路隧道表面破裂（红色箭头处）； (b) 扭曲的高速铁路路轨； (c) 偏移了2.1米的栅栏；(d) 偏移了0.95米的动物足迹； (e) 破裂的地表。

2022年门源地震是一次发生在中国青海省门源县的地震。该地震于2022年1月8日发生，震级为Mw 6.6级，震源深度约为10千米。震中人烟稀少, 未造成人员伤亡。

## 地震机制
此次地震属于左旋走滑事件，发生在祁连山内部沿祁连-海原断裂带中部的冷龙岭段上，破裂长达17千米, 最高烈度为Ⅸ度, 最大水平位错约为3米。震后10天内监测到余震有585次，最大余震为1月8日2时9分的5.1级地震。

## 震害情况
此次地震导致兰新铁路第二双线浩门至山丹马场区间隧道群局部塌方，造成停运。